# Distretto di Chust (Uzbekistan)
Il distretto di Chust è uno degli 11 distretti della Regione di Namangan, in Uzbekistan. Il capoluogo è Chust.